# Martin McGaughey
Martin McGaughey est un footballeur nord-irlandais né le 31 août 1960 à Moneyreagh dans le Comté de Down en Irlande du Nord qui jouait avant centre.
Il a passé la plus grande partie de sa carrière dans le club de Linfield FC à Belfast. Il est reconnu pour sa facilité à marquer des buts et obtient le surnom de 'Buckets'.

## Sa carrière en club
McGaughey signe pour le club de Linfied en 1977 et joue dans les équipes de jeunes jusqu’en 1980. Il fait ses débuts en équipe senior au milieu de la saison 1980-1981 et termine sa première saison avec 14 buts marqués toutes compétitions confondues, avec notamment un doublé en finale de la Coupe du Comté d’Antrim lors de la victoire 4 à 1 contre Glentoran FC.
En 1984-1985, il termine deuxième au classement du Soulier d'or européen derrière l’avant centre de FC Porto Fernando Gomes marquant 34 buts en championnat en seulement 26 matchs.
Il reçoit alors des marques d’intérêt de plusieurs clubs plus importants, essentiellement en provenance de l’Angleterre (Barnsley FC). Mais McGaughey ne quittera jamais l’Irlande du Nord. Il termine sa carrière dans le club d’Ards FC en 1994 et s’arrête à cause d’ennuis physiques à répétition.
Au total McGaughey aura marqué 317 buts en 533 matchs officiels avec Linfield FC l’aidant à remporter six championnats d’Irlande du Nord et une Coupe d’Irlande du Nord.
Il a été quatre fois meilleur buteur du championnat : en 1983-84 (15 buts), 1984-85 (34), 1987-88 (18) et 1989-90 (19).

## Sa carrière internationale
McGaughey n’a été sélectionné qu’une fois en équipe d'Irlande du Nord de football en 1984. Il est entré en jeu en remplacement de la star de l’époque Norman Whiteside lors d’un match amical contre Israël.